# PSG1 (белок)
PSBG-1 (англ. Pregnancy specific beta-1-glycoprotein 1, или CD66f — гликопротеин семейства раково-эмбриональных антигенов (CEA), продукт гена человека PSG1. Группа гликопротеинов, специфических для беременности (PSG), образуется в организме только во время беременности. Наиболее высокие уровни этих белков обнаруживаются на поздних стадиях беременности и крайне важны для нормального развития плода. Первичные функции PSG — иммуномодуляция материнского организма с целью защиты растущего плода. У человека имеется 11 генов, кодирующих гликопротеины группы PSG, которые расположены в кластере на 19-й хромосоме. У мышей таких генов - 17, расположенных на 7- хромосоме.

## Образование
PSG1 является основным продуктом синцитиотрофобластов плаценты и достигает концентрации от 100 до 290 мг/л в сыворотке беременных.

## Функции
Белки группы PSG жизненно важные для развития и здоровья плода. Особенно они необходимы для индуцирования, повышения и ингибирования иммунного ответа. Они регулируют материнские лимфоциты таким образом, чтобы без них плод подвергался бы атакам иммунной системы материнского организма из её кровотока. Это включает иммунный ответ на воспаление, инфекцию и травму, которые могут возникнуть во время беременности. Кроме этого, эти гликопротеины в крови матери могут индуцировать секрецию факторов роста, влияющих на рост плода. Низкие уровни белков PSG в материнской крови связаны с высоким риском прерывания беременности, задержкой развития, низкого веса при рождении и гипоксии плода.